# Александър Довженко
Александър Петрович Довженко (на украински: Олександр Петрович Довженко) е съветски и украински писател, режисьор, драматург, художник. Класик на световното кино.

## Биография
Роден е в многодетно селско семейство на 10, 11 или 12 септември според различни източници, но е записан в книгата на градската цъкрва като роден на 10 септември (29 август стар стил) 1894 г. в Сосница, Черниговска губерния, днес сгт. Сосниця, Чернигивска област, Украйна.
Родителите му са били неграмотни. Баща му Петър Семьонович Довженко е бил казак.
В началото на 20-те години става член на Болшевишката партия и известно време работи в посолствата във Варшава и Берлин. От средата на 20-те години започва да пише киносценарии и да режисира филми. За „Шчорс“ („Щорс“, 1939) и „Мичурин“ („Мичурин“, 1948) получава Държавна Сталинска награда.
Филмът „Земя“ е включен в списък на 12-те най-добри филма на всички времена и нации на Световното изложение в Брюксел.
Довженко е женен за актрисата и режисьор Юлия Солнцева (1901 – 1989).
Александър Довженко умира на 25 ноември 1956 г. в Переделкино край Москва.

## Филмография

### Като режисьор
Игрални филми
- 1926 – Вася-реформатор (смята се за изгубен)
- 1926 – Ягодка любви
- 1927 – Сумка дипкурьера
- 1928 – Звенигора
- 1929 – Арсенал
- 1930 – Земля
- 1932 – Иван
- 1935 – Аэроград
- 1939 – Щорс
- 1948 – Мичурин
- 1951 – Прощай, Америка! (незавършен, възстановен през 1996 г.)

Документални филми
- 1940 – Освобождение
- 1940 – Буковина – земля украинская (късометражен)
- 1943 – Битва за нашу Советскую Украину
- 1944 – Победа на Правобережной Украине
- 1945 – Страна родная (художествен ръководител и автор на дикторския текст)

### Като сценарист
- 1926 – Вася-реформатор
- 1926 – Ягодка любви
- 1940 – Освобождение
- 1940 – Буковина, земля Украинская
- 1943 – Битва за нашу Советскую Украину
- 1945 – Страна родная
- 1945 – Победа на Правобережной Украине
- 1951 – Прощай, Америка!
- 1958 – Поэма о море
- 1960 – Повесть пламенных лет
- 1965 – Зачарованная Десна

### Нереализирани проекти
- 1925 – Женитьба Капки
- 1926 – Герои
- 1935 – Потерянный и возвращённый рай
- 1941 – Тарас Бульба
- 1943 – Украина в огне
- 1952 – Открытие Антарктиды
- 1954 – В глубинах космоса